# Jigme Tsarong
(Tsewang) Jigme Tsarong (30 september 1945) is een Tibetaans schrijver en onderzoeker in de Tibetaanse geneeskunde. Hij was acteur in de film Kundun van Martin Scorsese uit 1997 en werkte een jaar later mee aan een documentaire over de totstandkoming ervan.

## Familie
Hij was een zoon van fotograaf, filmmaker, schrijver en politicus Namgyal Dündul Tsarong, ook wel George Tsarong genoemd, en Yangchen Dolkar, en een kleinzoon van de invloedrijke politicus Tsarong Dasang Dramdül (Tsarong Dzasa). Zijn zoon is acteur Tenzin Thuthob Tsarong.

## Biografie
Jigme Tsarong schreef meerdere werken over de Tibetaanse geneeskunst en was van 1975 tot 1980 directeur van het Tibetaans instituut voor geneeskunde en astrologie, Men Tsee Khang genaamd.
In 1997 speelde hij de rol van tweede Tagdrag Rinpoche de toenmalig regent van Tibet. Zijn zoon Tenzin Thuthob Tsarong speelde een hoofdrol in de film Kundun in de rol van volwassen veertiende dalai lama.
Een jaar later werkten hij en zijn zoon samen mee aan de documentaire À La Recherche de Kundun avec Martin Scorsese.

## Filmografie
- 1997: Kundun van Martin Scorsese, speelfilm
- 1998: À La Recherche de Kundun avec Martin Scorsese, documentaire